# Amphonyx
Amphonyx es un género de lepidópteros glosados de la familia Sphingidae, dentro del clado Ditrysia.

## Especies
- Amphonyx duponchel - Poey, 1832
- Amphonyx haxairei - (Cadiou, 2006)
- Amphonyx jamaicensis - Eitschberger, 2006
- Amphonyx kofleri - Eitschberger, 2006
- Amphonyx lucifer - (Rothschild & Jordan, 1903)
- Amphonyx mephisto - (Haxaire & Vaglia, 2002)
- Amphonyx rivularis - Butler, 1875
- Amphonyx vitrinus - (Rothschild & Jordan 1910)

- Datos: Q4748420
- Multimedia: Amphonyx / Q4748420
- Especies: Amphonyx